# Pałac w Gębicach
Pałac w Gębicach – zabytkowy pałac w miejscowości Gębice (powiat gostyński).
Obiekt  wybudowany z inicjatywy Hieronima Gorzeńskiego w pierwszej ćwierci XIX w., przebudowany w 1880 jest częścią zespołu pałacowego, w skład którego wchodzi jeszcze park z XIX-XX w. Obok spichrz z 1884.  Na głównej fasadzie  portyk z czterema kolumnami jońskimi podtrzymującymi wraz z przyściennymi fryzami trójkątny fronton zwieńczony kartuszem z herbami Nałęcz budowniczego Hieronima Gorzeńskiego i Junosza, jego żony Antoniny Bojanowskiej (1802-1868). 

## Galeria, herby

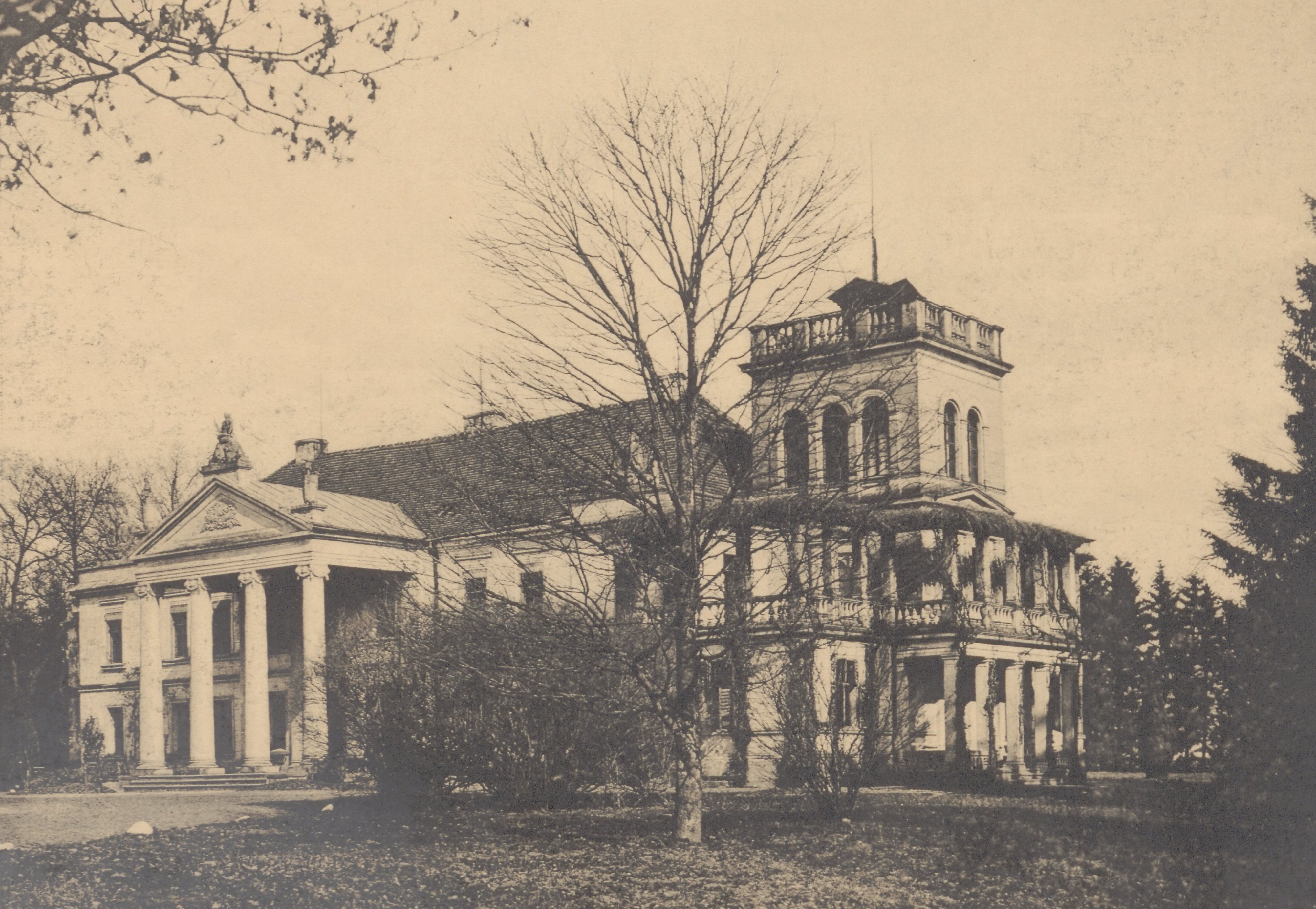
Widok pałacu (1912)
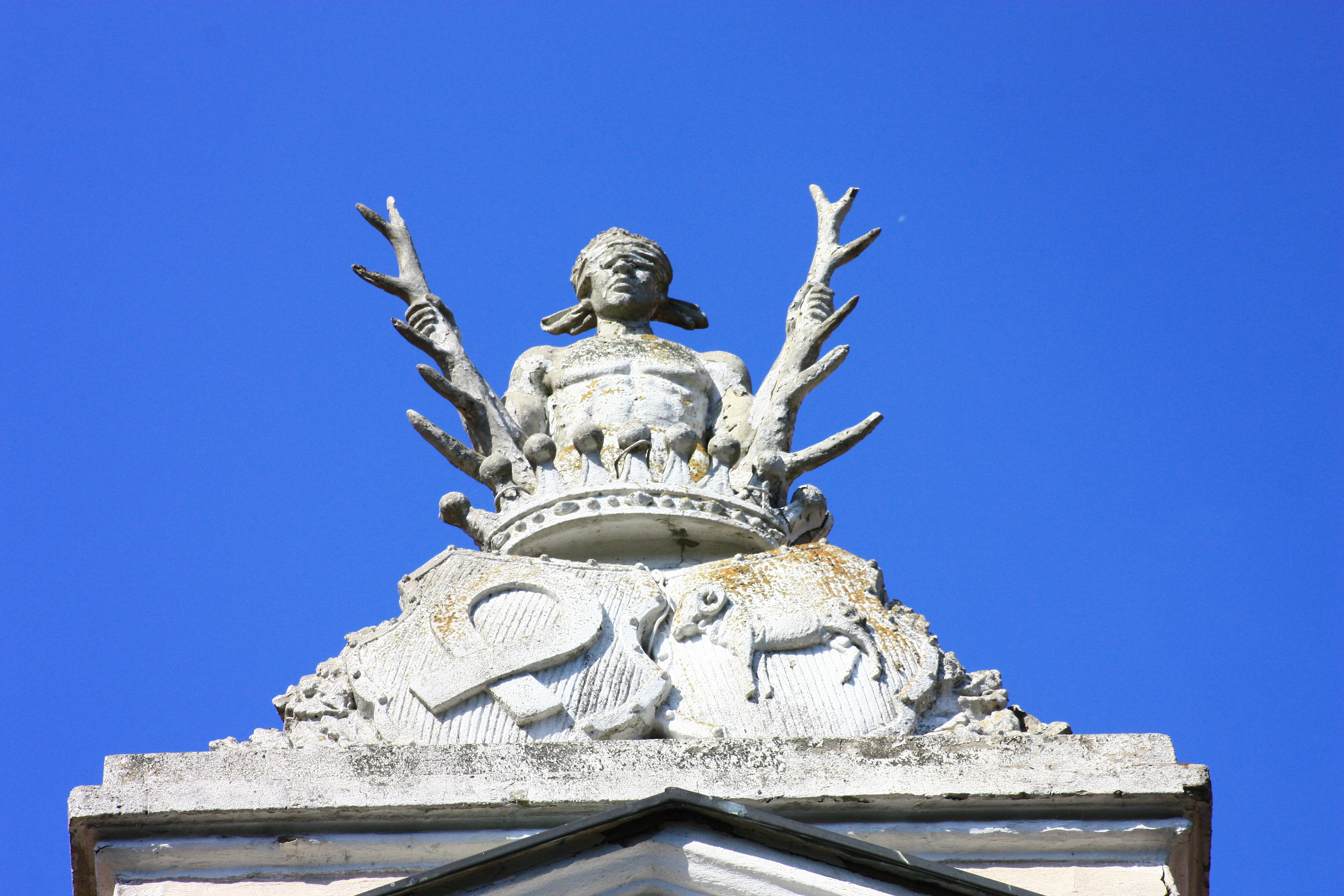
Fronton z herbami
Nałęcz H. Gorzeńskiego
Junosza A. Bojanowskiej
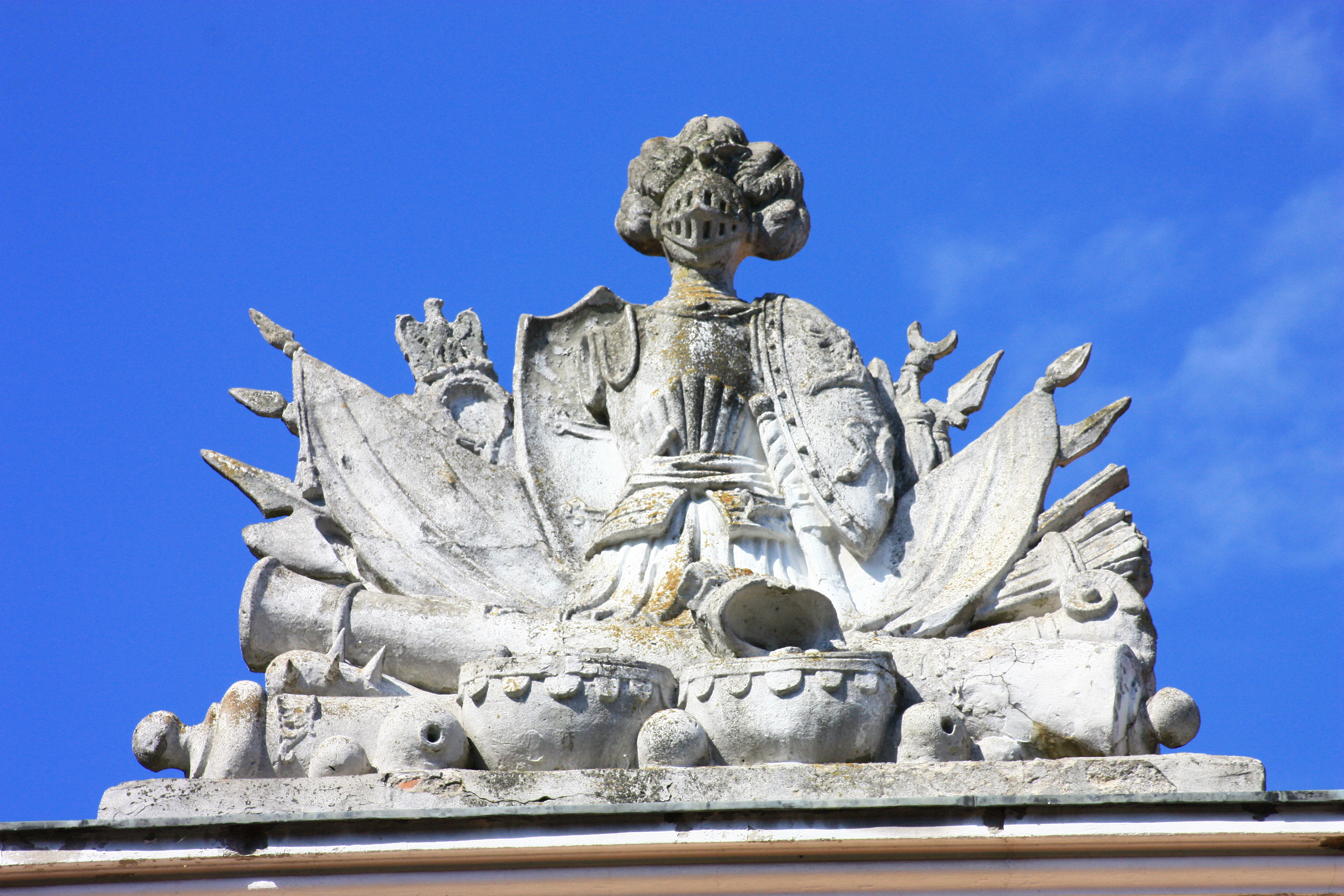
Panoplia